# Ortskapelle Schagges

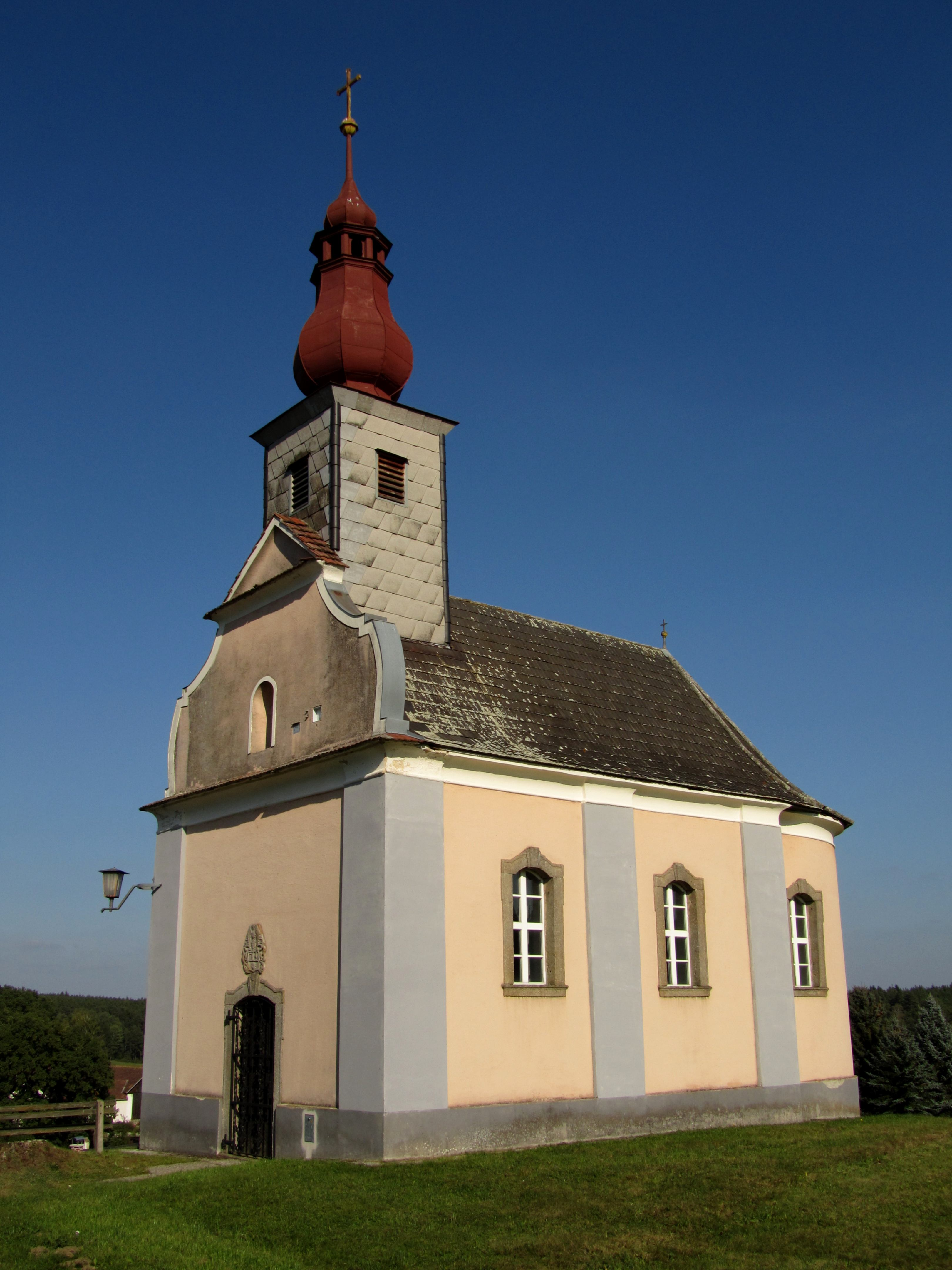
Ortskapelle Schagges

Die römisch-katholische Ortskapelle Schagges steht erhöht am südlichen Ortsrand von Schagges in der Gemeinde Unserfrau-Altweitra im Bezirk Gmünd in Niederösterreich. Die dem Patrozinium Vierzehn Nothelfer unterstellte Kapelle gehört zum Dekanat Gmünd in der Diözese St. Pölten. Die Kapelle steht unter Denkmalschutz (Listeneintrag).

## Geschichte
Die Kapelle wurde 1756/1757 vom Rentmeister der Herrschaft Weitra, Franz Josef Keuffel Ritter von Ullenberg, gestiftet und erbaut.

## Architektur
Der zweijochige, barocke Bau besteht aus einem Langhaus, einer Halbkreisapsis und einem Satteldach mit einem Dachreiter und gestrecktem Zwiebelhelm. Die Fassade wird von kräftigen Lisenen und Flachbogenfenstern mit Steinfaschen gegliedert. In der Westfassade mit einem  Volutengiebel und einer Figurennische ist ein flachbogiges Steinportal mit einem Stifterwappen und der Zahl 1896.
Der Innenraum ist mit einer Stichkappentonne über Gurten auf Pilastern mit Stuckornamenten überwölbt.

## Einrichtung
Der Altar aus dem Jahr 1691 hat ein Altarblatt mit der Darstellung der Vierzehn Nothelfer, das Oberbild zeigt Anna Maria lesen lehrend. Die barocken Seitenfiguren sind Bildnisse der Heiligen Leonhard und Florian. Zur weiteren Ausstattung zählen barocke Schnitzfiguren der Heiligen Joachim und Scholastika (?) aus dem 18. Jahrhundert.